# 지에구 올리베이라 (축구 선수)
지에구 올리베이라 지 케이로스(포르투갈어: Diego Oliveira De Queiroz, 1990년 6월 22일 ~ )는 브라질의 축구 선수이다. 현재 FC 도쿄 소속이다.